# Jorge Vallmitjana
Jorge Vallmitjana (* 10. April 1927 in Laprida (Buenos Aires); † 4. Januar 2004 in Málaga, Spanien) war ein argentinischer Radrennfahrer.

## Sportliche Laufbahn
Vallmitjana war im Bahnradsport und im Straßenradsport aktiv. Von 1947 bis 1950 war er Unabhängiger und Berufsfahrer. Während dieser Zeit bestritt er hauptsächlich Rennen in Portugal und Spanien. 1949 gewann er eine Etappe in der Portugal-Rundfahrt, 1950 die Eintagesrennen Gran Premio Pascuas und Trofeo San José. 1950 wurde er Dritter in der Clásica a los Puertos.
Bei der 1952 zum ersten Mal ausgefahrenen Argentinien-Rundfahrt kam er auf den 9. Platz. 1951 gewann er bei den Panamerikanischen Spielen die Einerverfolgung vor Pedro Salas.